# Каримов, Иминжан
Иминжа́н Кари́мов (узб. Иминжон Каримов; 1906 год, село Нариман, Ошский уезд — 1978 год, село Нариман, Кара-Суйский район, Ошская область) — звеньевой колхоза имени Ленина Ошского района (ныне — Кара-Суйский район) Ошской области, Киргизская ССР. Герой Социалистического Труда (1948). Депутат Верховного Совета Киргизской ССР 4-го созыва.

## Биография
Родился в 1906 году в селе Нариман Ошского уезда в крестьянской семье, по национальности узбек.
В 1930 году одним из первых вступил в колхоз и в течение более 20 лет непрерывно возглавлял хлопководческое звено в колхозе имени Ленина Ошского района ныне Кара-Суйский район. Руководимое И. Каримовым звено из года в год получало высокий урожай хлопка.
В 1947 году звено Иминжана Каримова собрало в среднем по 86 центнеров хлопка-сырца на участке площадью 3 гектара. Указом Президиума Верховного Совета СССР от 26 марта 1948 года удостоен звания Героя Социалистического Труда с вручением ордена Ленина и золотой медали «Серп и Молот»
Избирался депутатом Верховного Совета Киргизской ССР 4-го созыва (1955—1959). Несколько раз был избран депутатом Ошского областного и Кара-Суйского районного Советов, внёс большой вклад в строительство дорог и мостов.
После выхода на персональную пенсию союзного значения в 1968 году проживал в родном селе.
Скончался в 1978 году.

## Награды
- Герой Социалистического Труда (26.03.1948)
- Орден Ленина